# إريك هاماليانين
إريك هاماليانين (بالفنلندية: Erik Hämäläinen)‏ هو لاعب هوكي الجليد فنلندي، ولد في 20 أبريل 1965 في راوما في فنلندا.

## وصلات خارجية
- إريك هاماليانين على موقع دوري الهوكي الوطني (الإنجليزية)
- إريك هاماليانين على موقع EliteProspects.com (الإنجليزية)
- إريك هاماليانين على موقع Eurohockey.com (الإنجليزية)
- إريك هاماليانين على موقع HockeyDB.com (الإنجليزية)
- إريك هاماليانين على موقع اللجنة الأولمبية الدولية (الإنجليزية)
- إريك هاماليانين على موقع أوليمبيديا (الإنجليزية)